# 브로드처치
《브로드처치》(영어: Broadchurch)는 2013년 3월 4일부터 2017년 4월 17일까지 ITV에서 방영한 텔레비전 드라마이다.

## 출연진
- 데이비드 테넌트 - 앨릭 하디
- 올리비아 콜먼 - 엘리 밀러
- 조디 휘터커 - 베스 래티머
- 앤드루 버컨 - 마크 래티머
- 애덤 윌슨 - 톰 밀러
- 샬럿 보몬트 - 클로이 래티머
- 조너선 베일리 - 올리버 "올리" 스티븐스